# Sysertsky (huyện)
Huyện Sysertsky (tiếng Nga: ? райо́н) là một huyện hành chính tự quản (raion), của Tỉnh Sverdlovsk, Nga. Huyện có diện tích 2094 kilômét vuông, dân số thời điểm ngày 1 tháng 1 năm 2000 là 78900 người. Trung tâm của huyện đóng ở Sysert'.